# Lipie (gmina)

Gmina na tle zmieniającego się podziału administracyjnego powiatu częstochowskiego

Lipie – gmina wiejska w województwie śląskim, w powiecie kłobuckim. W latach 1975–1998 gmina położona była w województwie częstochowskim.
Siedziba gminy to Lipie.
Według danych z 30 czerwca 2004 gminę zamieszkiwały 6554 osoby.
Na terenie gminy działa prywatne lądowisko Natolin.

## Struktura powierzchni
Według danych z roku 2002 gmina Lipie ma obszar 99,07 km², w tym:
- użytki rolne: 63%
- użytki leśne: 31%

Gmina stanowi 11,14% powierzchni powiatu.

## Położenie
Gmina Lipie znajduje się w północno-zachodniej części powiatu kłobuckiego. Gmina graniczy z gminą Popów, Opatów i Krzepice, z gminami: Działoszyn oraz Pątnów w województwie łódzkim, jak i gminą Rudnik, w województwie opolskim.
Gmina według podziału fizycznogeograficznego Kondrackiego znajduje się całościowo w makroregionie Wyżyny Woźnicko-Wieluńskiej, na terenie dwóch mezoregionów: Wyżyny Wieluńskiej oraz Obniżenia Krzepickiego.

## Demografia

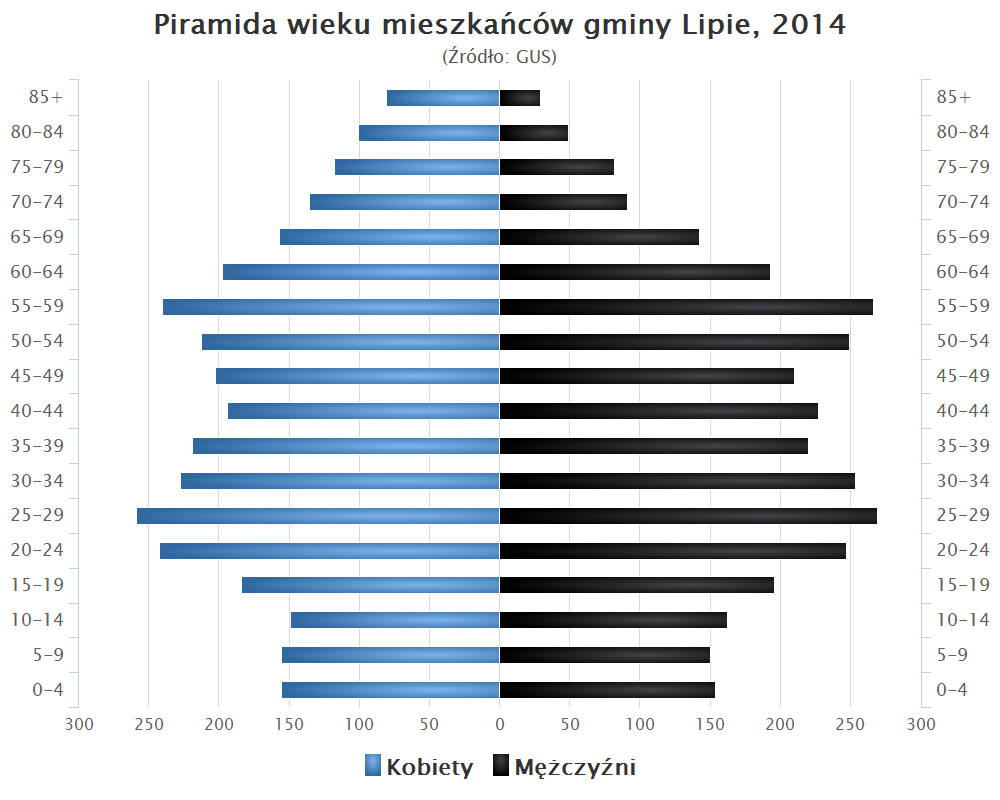
Piramida wieku mieszkańców gminy Lipie w 2014 roku

Dane z 30 czerwca 2004:
| Opis                              | Ogółem | Ogółem | Kobiety | Kobiety | Mężczyźni | Mężczyźni |
| --------------------------------- | ------ | ------ | ------- | ------- | --------- | --------- |
| jednostka                         | osób   | %      | osób    | %       | osób      | %         |
| populacja                         | 6554   | 100    | 3326    | 50,7    | 3228      | 49,3      |
| gęstość zaludnienia (mieszk./km²) | 66,2   | 66,2   | 33,6    | 33,6    | 32,6      | 32,6      |

## Sołectwa
Albertów, Brzózki, Danków, Giętkowizna, Grabarze, Julianów, Kleśniska, Lipie, Lindów, Napoleon, Natolin, Parzymiechy, Rębielice Szlacheckie, Rozalin, Stanisławów, Szyszków, Wapiennik, Zbrojewsko, Zimnowoda.
Miejscowości bez statusu sołectwa: Chałków, Rębielice Szlacheckie (kolonia), Troniny.

## Transport

### Drogowy
Przez gminę Lipie przebiega droga krajowa nr 42 o długości łącznie wynoszącej 274 km. Trasa wiedzie od miejscowości Kamienna w województwie opolskim, przez Kluczbork, Gorzów Śląski, Pajęczno, Radomsko, Skarżysko-Kamienną do Rudnika w województwie świętokrzyskim. Na terenie gminy długość tej drogi wynosi 8,7 km, droga klasy: główna, przebiega przez miejscowości Kleśnika oraz Parzymiechy.
Na południe od granic gminy, biegnie droga krajowa nr 43 relacji Wieluń – Częstochowa o długości 61,7 km.
W gminie Lipie znajdują się następujące drogi powiatowe:
| Nr. | Numer drogi | Przebieg                                               |
| --- | ----------- | ------------------------------------------------------ |
| 1.  | 2000S       | Załęcze Małe – Parzymiechy                             |
| 2.  | 2001S       | Parzymiechy – Zimnowoda                                |
| 3.  | 2002S       | Krzepice – Zajączki Drugie – Zajączki Pierwsze – Lipie |
| 4.  | 2003S       | Parzymiechy – Lipie                                    |
| 5.  | 2004S       | Krzepice – Danków – Lipie                              |
| 6.  | 2006S       | Lipie – Albertów – Stanisławów                         |
| 7.  | 2008S       | Lipie – Rębielice Szlacheckie – Zbory                  |
| 8.  | 2069S       | Krzepice – Zbrojewisko                                 |

## Rezerwaty przyrody
- Bukowa Góra
- Stawiska
- Szachownica[4]

## Zabytki
- zamek w Dankowie
- kościół św. Stanisława w Dankowie
- kościół św. Piotra i Pawła w Parzymiechach
- dwór w Lipiu z XVIII wieku]
- cmentarz Potockich w Parzymiechach

Ponadto w Gminnej Ewidencji Zabytków Nieruchomych znajduje się 46 obiektów położone na terenie gminy Lipie.

## Sąsiednie gminy
Działoszyn, Krzepice, Opatów, Pątnów, Popów, Rudniki